# Uruguays fodboldlandshold
Uruguays fodboldlandshold er det nationale fodboldhold i Uruguay og bliver administreret af Asociación Uruguaya de Fútbol. Holdet er, på trods af at repræsentere en befolkning på mindre end 4 millioner mennesker, et af de historisk mest succesfulde landshold i verden.
Uruguay har vundet VM to gange. Ved VM i 1930 på hjemmebane i det allerførste VM nogensinde, samt ved VM i 1950, hvor man overraskende besejrede værtsnationen Brasilien i finalen. Holdet har desuden vundet OL's fodboldturnering to gange, dette skete ved OL i 1924 og OL i 1928. Sidst men ikke mindst har man vundet det sydamerikanske mesterskab Copa América hele 14 gange, sidste gang man vandt var i 2011.